# Kathedrale von Białystok

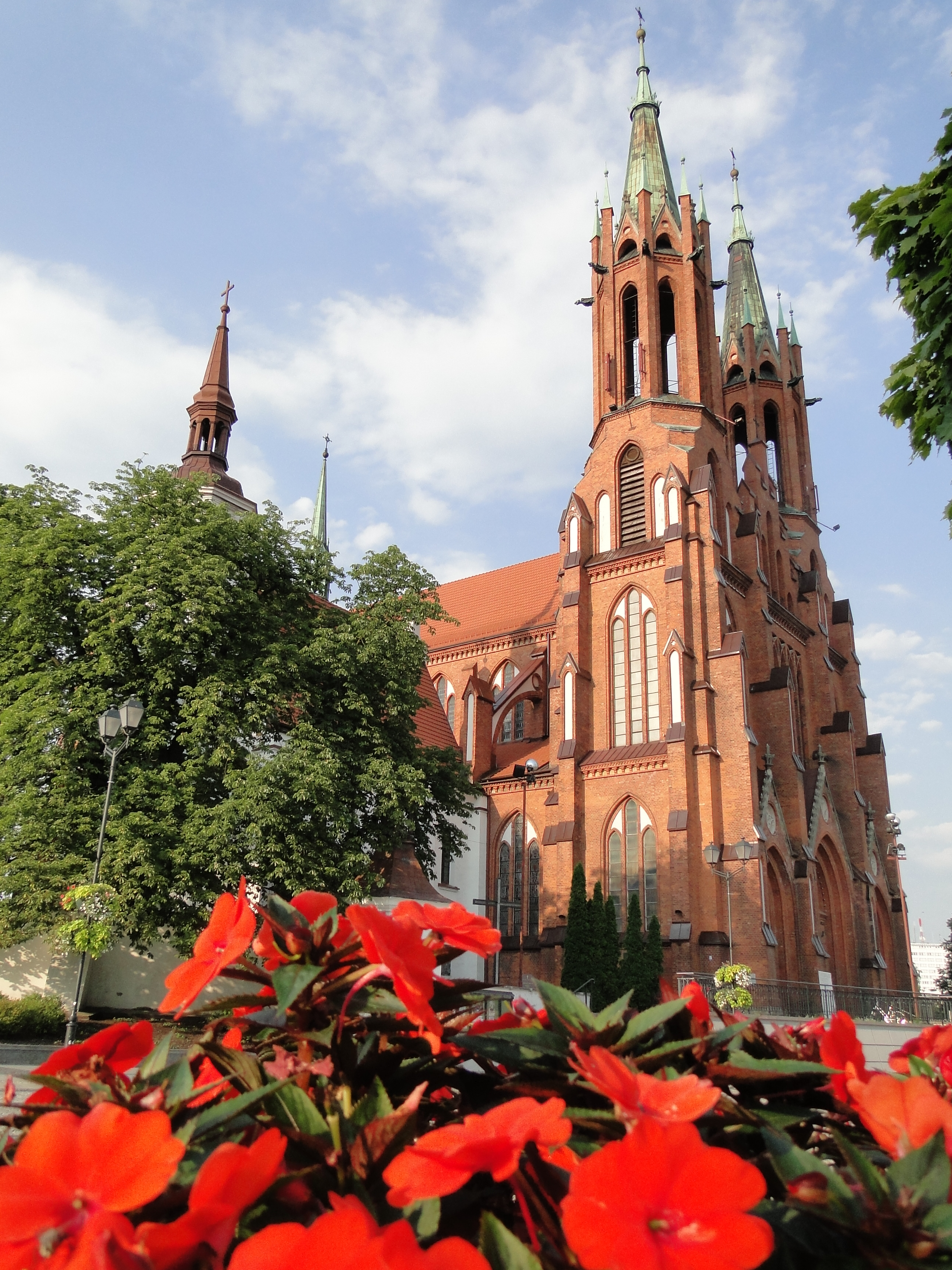
Fassade der Kathedrale

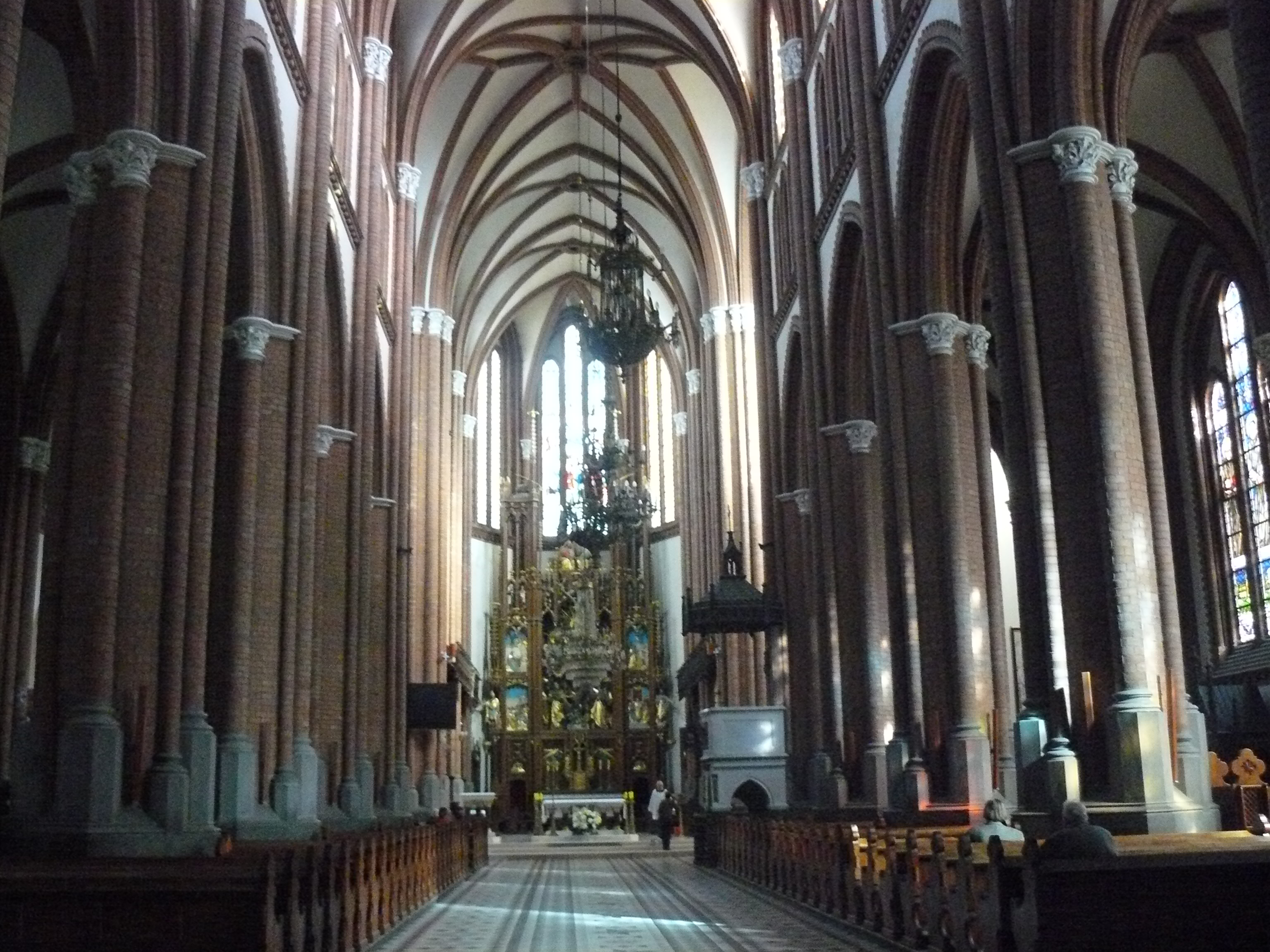
Hauptschiff der Kathedrale

Die Kathedrale von Białystok, auch Kathedralbasilika Mariä Himmelfahrt (polnisch Bazylika archikatedralna Wniebowzięcia Najświętszej Maryi Panny), ist eine römisch-katholische Kirche in der polnischen Stadt Białystok. Sie ist die Kathedrale des Erzbistums Białystok mit dem Titel einer Basilica minor. Die dreischiffige Basilika ist 90 Meter lang und bietet Platz für 9500 Gläubige. Die beiden Türme erreichen eine Höhe von 72,5 Metern.

## Geschichte
Der Vorgänger der heutigen Kathedrale war eine Renaissancekirche aus den Jahren 1617 bis 1626. Bis zum Ende des 19. Jahrhunderts war die Zahl der Gemeindemitglieder auf 12.000 Seelen angewachsen, während die alte Kirche nur Platz für 1.000 Gläubige bot. Aufgrund der Russifizierungspolitik des Gebiets durch das zaristische Russland durften die Katholiken keine neue Kirche bauen. Die Erweiterung der alten Pfarrkirche wurde jedoch genehmigt. 1900 begann neben der alten Kirche der Bau einer neugotischen Kirche, die von Józef Pius Dziekoński entworfen wurde. Am 17. September 1905 wurde die Kirche vom Bischof von Wilna mit dem Patrozinium Mariä Himmelfahrt geweiht.
Während des Zweiten Weltkriegs wurden das Pfarrhaus und das Kirchenamt von den beiden Besatzungsmächten Polens besetzt. Beim Rückzug der Wehrmacht von der Ostfront 1944 gelang es, in Białystok die Kirchen vor der geplanten Zerstörung zu retten. Im Gegensatz zur völlig niedergebrannten Stadt erlitten die Kirchengebäude dadurch keine größeren Schäden.  
Da Vilnius nach dem Krieg wieder als Hauptstadt Teil Litauens wurde, wurde Białystok durch die Grenzziehung vom Bistum Vilnius abgetrennt. Papst Pius XII. ernannte einen apostolischen Administrator für den Bistumsteil um Białystok. 1985 erhob Papst Johannes Paul II. die Kirche zur Basilica minor. Mit Gründung des Bistums Białystok im polnischen Teil der alten Diözese Vilnius erhob er 1991 die Kirche zur Kathedrale, 1992 zur erzbischöflichen Kathedrale. Die Kirche wurde in den Jahren 1996–2004 restauriert.